# Carola Gijsbers van Wijk
Carola Antonia Gijsbers van Wijk (Arnhem, 27 juni 1939) is een Nederlands actrice. Hoewel ze van 1961 tot 1999 op het toneel stond, werd ze bij het grote publiek pas met name bekend als Wil de Smet in de tv-serie Goede tijden, slechte tijden.

## Carrière
Carola Gijsbers van Wijk speelde een groot deel van de jaren zestig bij grote gesubsidieerde toneelgezelschappen als Toneelgroep Theater, Nieuw Rotterdams Toneel en de Nederlandse Comedie. Eind jaren zestig werd het toneel doelwit van ludieke acties, zoals Aktie Tomaat. Met name het traditionele gesubsidieerde toneel werd het slachtoffer. Gijsbers van Wijk ging spelen in de musical Sweet Charity en nam deel aan de opvoering van Reconstructie (1969) waarbij Harry Mulisch, Hugo Claus en enkele moderne Nederlandse componisten een nieuw soort opera brachten. Ze speelde ook mee in de satirische televisieserie Hadimassa (1968) en maakte in de jaren zeventig de overstap naar de vrije toneelproducties.
Op televisie en in film had ze minder succes. De dramaserie ’t Wilhelmina over een buurthuis in een achterstandswijk, waarin ze de hoofdrol speelde, was geen succes, waarna ze verder alleen nog te zien was in bijrollen in films en tv-series. In de jaren tachtig bleef ze toneelspelen. Zij verwierf grote bekendheid bij het Nederlands publiek nadat zij in 1990 haar opwachting maakte in de eerste Nederlandse soapserie Goede tijden, slechte tijden. Hier speelde zij Wil de Smet, de beste vriendin van Helen Helmink. Helen Helmink werd in het eerste seizoen gespeeld door Marlous Fluitsma, daarna door Brûni Heinke. Opmerkelijk is dat deze rol, die zij gedurende acht jaar speelde, slechts een beperkt aantal verhaallijnen kreeg. Haar toneelcarrière was eigenlijk toen al voorbij, afgezien van een rol in De kersentuin in 1999 bij het Nationale Toneel, speelde ze alleen nog wat bijrollen in tv-producties.

## Filmografie
- 1962 · Lijmen – Marie

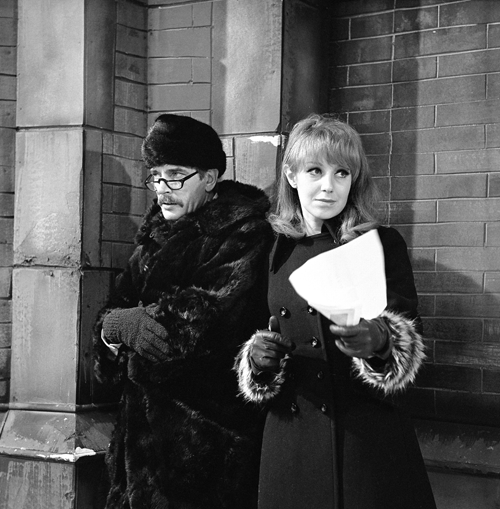
Ton Lensink en Carola Gijsbers van Wijk in Hadimassa (1968)

- 1963 · Zingend in de wildernis – Norah
- 1965 · Box en Cox
- 1965 · Alleen op de wereld – mevrouw Milligan
- 1968 · Monsieur Hawarden – Corien
- 1968 · Hadimassa
- 1969 · Monsieur Hawarden – Corien
- 1969 · Floris: De Byzantijnse beker, deel 1 en 2 – Isabella
- 1971 · Wat zien ik!? – Jopie, prostituee
- 1973 · Naakt over de schutting – Dolly Vink, zangeres
- 1975 ·  ‘t Wilhelmina – Lottie
- 1975 · Klaverweide – mevrouw van Amerongen
- 1975 · Oorlogswinter – mevrouw van Druten
- 1976 · Hof van Holland – griffier
- 1978 · Pipo en de Noorderzon – koningin Frigide
- 1981 · Ik ben Joep Meloen – vrouw aan bar
- 1981 · De Lemmings
- 1981 · Mensen zoals jij en ik  – vriendin van Bernard
- 1982 · Party in Parijs – Inge
- 1983 ·  Mensen zoals jij en ik  – mevrouw Dekker
- 1983 · Transport – vrouw 1
- 1983 · De Lift – maîtresse
- 1985 ·Het bittere kruid – verpleegster
- 1985 · Het bloed kruipt – Floor
- 1987 · Moordspel – Ruby Mayer
- 1989 · Steil achterover
- 1990 · My Blue Heaven – mevrouw Koopmans
- 1990-1998 · Goede tijden, slechte tijden – Wil de Smet - 735 Afleveringen
- 1993 · Vrienden voor het leven – Snolly
- 2002 · Schiet mij maar lek – apotheker
- 2004 · Armando – klant

## Theater
- 1960 · De duivel en God (Toneelgroep Theater)
- 1960 · Als de koekoek roept (Toneelgroep Theater)
- 1961 · De weerstaanbare opkomst van Arturo Ui (Toneelgroep Theater)
- 1961 · Meneer Topaze (Toneelgroep Theater)
- 1961 · Lijmen (Toneelgroep Theater)
- 1961 · De Kaukasische krijtkring (Holland Festival)
- 1962 · De bruiloft (Toneelgroep Theater)
- 1962 · De leugenaar (Toneelgroep Theater)
- 1962 · De keuken (Stichting Nieuw Rotterdams Toneel)
- 1962 · De leugenaar ( Stichting Nieuw Rotterdams Toneel)
- 1963 · Kimbelijn (Stichting Nieuw Rotterdams Toneel)
- 1963 · De revisor (Stichting Nieuw Rotterdams Toneel)
- 1963 · Damesorkest (Stichting Nieuw Rotterdams Toneel)
- 1963 · De zendeling (Stichting Nieuw Rotterdams Toneel)
- 1964 · Kiss Me Kate (Stichting Nieuw Rotterdams Toneel)
- 1964 · Roddels en fijne vijgen (Stichting Nieuw Rotterdams Toneel)
- 1964 · De plaatsbekleder (Stichting Nieuw Rotterdams Toneel)
- 1965 · Don Carlos (Stichting Nieuw Rotterdams Toneel)
- 1965 · 'n Vreemd paar (Stichting Nieuw Rotterdams Toneel)
- 1966 · 'n Appel voor de dorst (De Nederlandse Comedie)
- 1966 · Het huis van Bernarda Alba (De Nederlandse Comedie)
- 1968 · Alles voor de tuin (De Nederlandse Comedie)
- 1968 · Sweet Charity (René Sleeswijk producties)
- 1969 · Reconstructie (De Nederlandse Operastichting)
- 1970 · Oklahoma Motel (Stichting Toneelgroep Studio)
- 1970 · Vrouwen?... Geen probleem! (Stichting Nieuw Rotterdams Toneel)
- 1971 · Je hoeft Amsterdam niet voor me in te pakken, ik eet 't hier wel op (Stichting Het Amsterdams Toneel)
- 1972 · De man, het beest & de deugd (Rotterdams Toneel)
- 1973 · Thyestes (Toneelwerkgroep Thematheater)
- 1974 · De verhuizers (Toneelwerkgroep Thematheater)
- 1976 · Spelenderwijs (Joop van den Ende Theaterproducties BV)
- 1978 · Een dag uit de dood van verdomde Lowietje (Joop van den Ende Theaterproducties BV)
- 1979 · Gekke mensen? (Joop van den Ende Toneelprodukties bv
- 1980 · Gouden vijver (Joop van den Ende Toneelprodukties bv
- 1986 · Allemaal leugens (Katrijn Theaterproducties BV)
- 1999 · De kersentuin (Het Nationale Toneel)